# Children of the Corn: Revelation
Children of the Corn: Revelation este un film american de groază din 2001 regizat de Guy Magar. Rolurile principale au fost interpretate de actorii Claudette Mink, Kyle Cassie și Michael Ironside.

## Distribuție
- Claudette Mink - Jamie
- Kyle Cassie -  Det. Armbrister
- Troy Yorke - Jerry
- Michael Rogers - Stan
- Crystal Lowe - Tiffany
- Michael Ironside - The Priest
- Sean Smith -  Boy Preacher Abel
- Jeff Ballard - Boy #1
- Taylor Hobbs - Girl #1

## Producție
Filmările au avut loc în perioada ____. Cheltuielile de producție s-au ridicat la 2,5 milioane $.